# Hutten-Sickingen-Denkmal

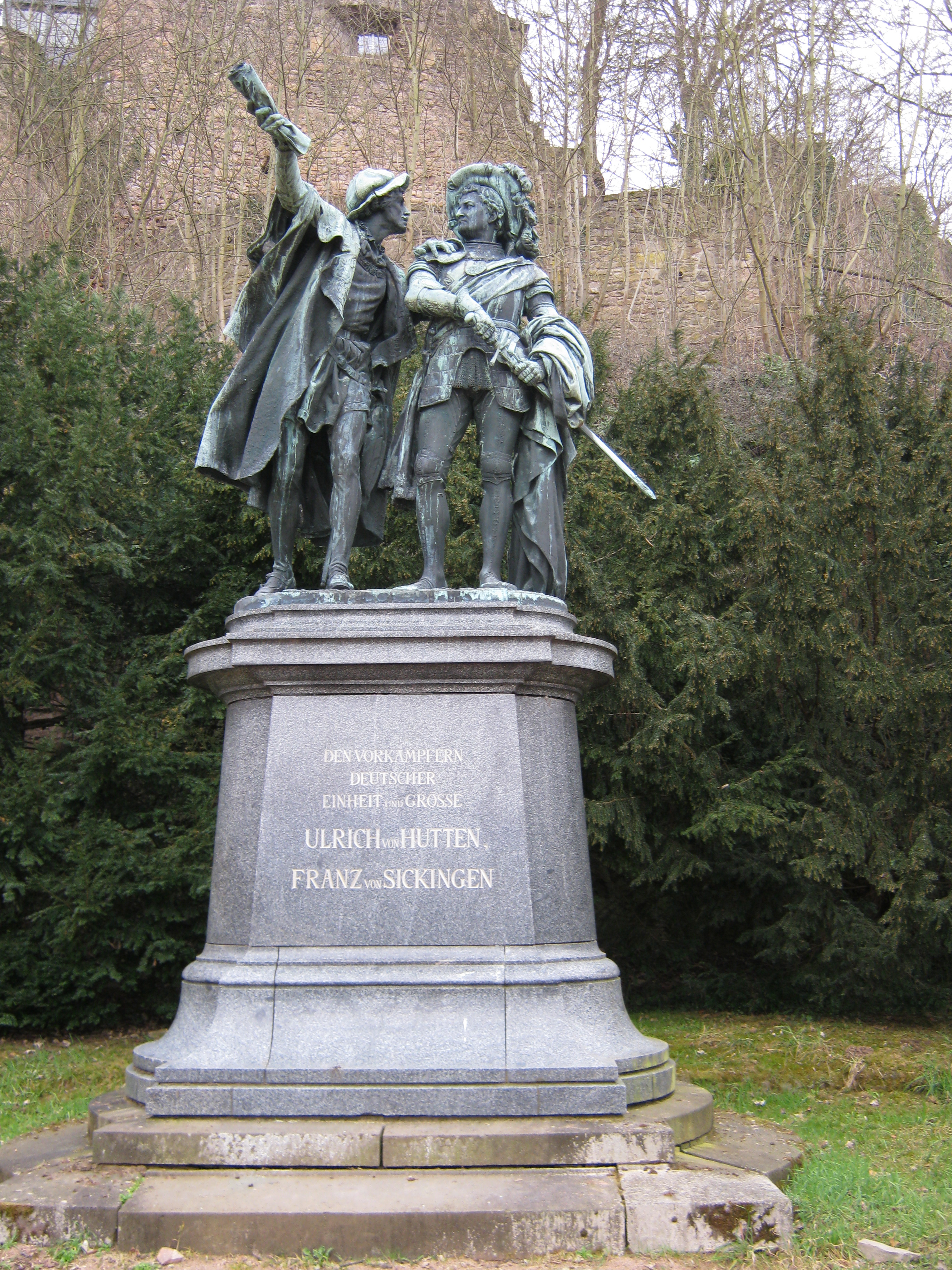
Das Hutten-Sickingen-Denkmal

Das Hutten-Sickingen-Denkmal ist ein Doppelstandbild unterhalb der Burg Ebernburg im Bad Kreuznacher Ortsbezirk Bad Münster am Stein-Ebernburg, das Ulrich von Hutten und Franz von Sickingen zeigt. Es wurde zwischen 1886 und 1889 von den Bildhauern Robert (1863–1947) und Ludwig Cauer (1866–1947) ausgeführt und gilt als bedeutendes Werk des deutschen Historismus.

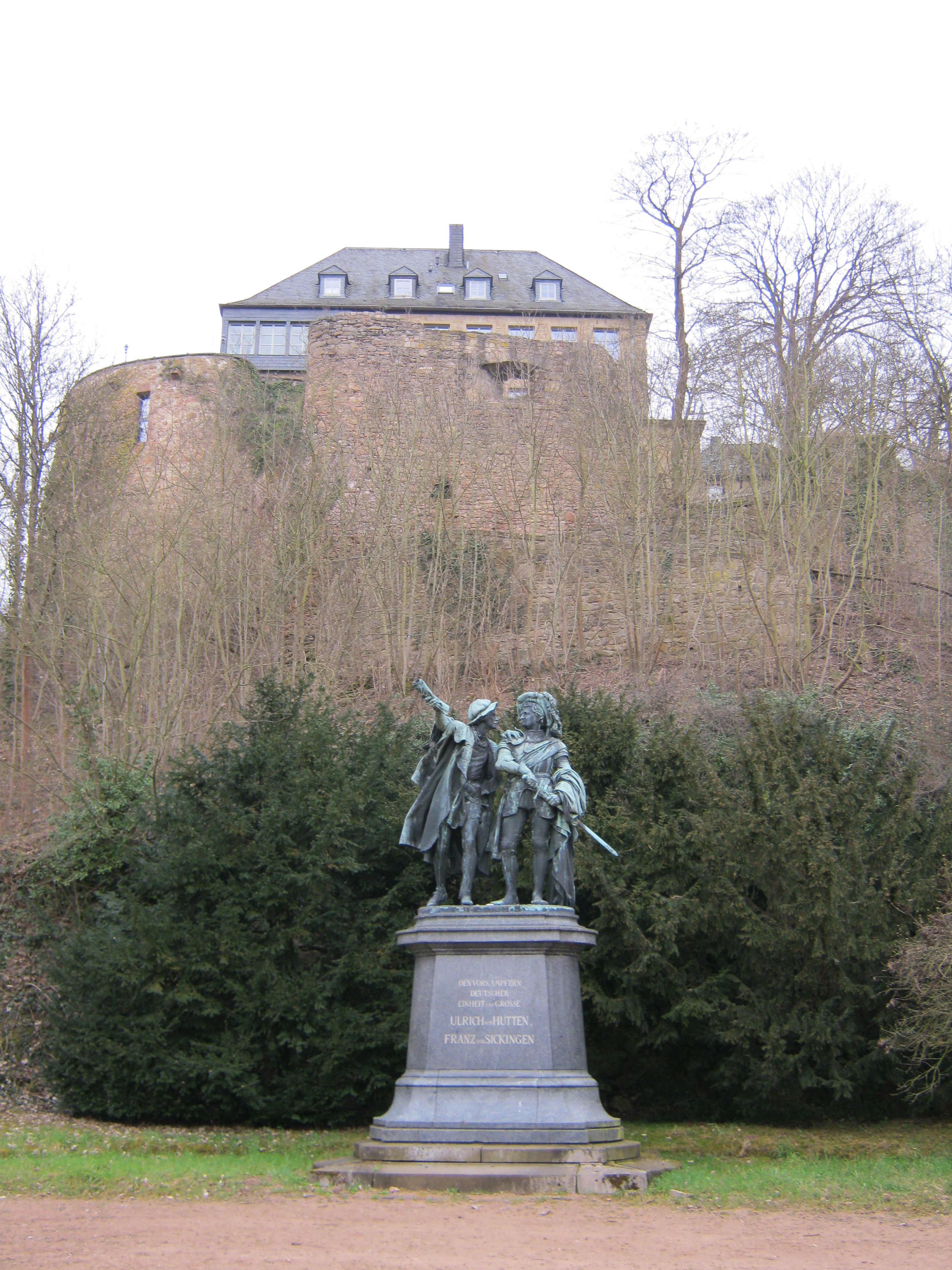
Die Lage des Hutten-Sickingen-Denkmals unterhalb der Ebernburg

## Geschichte
Die Ebernburg befand sich zu Beginn des 16. Jahrhunderts im Besitz des Reichsritters Franz von Sickingen (1481–1523), der ein wichtiger Unterstützer von Anhängern der Reformation war. So hatte er Martin Luther und anderen Reformatoren die Ebernburg als Asyl angeboten. Der Freund von Sickingens und Humanist Ulrich von Hutten (1488–1523) bezeichnete die Burg deshalb als eine „Herberge der Gerechtigkeit“.
Die nach der Gründung des Deutschen Kaiserreichs im Jahr 1871 herrschende nationale Begeisterung und der im Jahr 1888 anstehende 400. Geburtstag Ulrich von Huttens führten Mitte der 1880er Jahre zu Plänen für ein Hutten-Sickingen-Denkmal. Die beiden Männer sollten an der Ebernburg als Vorkämpfer der inzwischen erlangten deutschen Einheit gewürdigt werden.

Die Einweihung des Denkmals am 11. Juni 1889

Mit der Errichtung des Denkmals wurde 1886 die bekannte Bad Kreuznacher Bildhauerfamilie Cauer beauftragt. Das Doppelstandbild soll auf einen Entwurf von Karl Cauer (1828–1885) zurückgehen, der allerdings vor Baubeginn starb. Deshalb wurde das Monument von dessen Söhnen Robert und Ludwig Cauer errichtet und am 11. Juni 1889 feierlich eingeweiht. Der Bau des Denkmals kostete 60.000 Goldmark.
Auf der Sockelinschrift werden die beiden Männer als „Vorkämpfer deutscher Einheit und Größe“ bezeichnet.

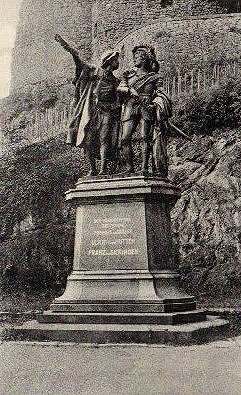
Das Denkmal um 1900

## Aussehen
Das Denkmal befindet sich in einem Waldstück an der Nordostseite des Burgbergs auf halber Höhe unterhalb der Ebernburg. Die Basis des Denkmals bildet ein zweistufiger Unterbau aus Sandstein, über dem sich der rund 2,50 Meter hohe Postament aus Granit erhebt. Darauf wiederum befinden sich die beiden ebenfalls rund 2,50 Meter hohen Statuen aus Bronze, die Ulrich von Hutten und Franz von Sickingen darstellen.
Das Doppelstandbild zeigt möglicherweise den Moment, in dem sich die späteren Freunde im Jahr 1519 zum ersten Mal begegnet sind. Franz von Sickingen lernte durch Ulrich von Hutten die Idee einer Reformation der Kirche kennen. In der dargestellten Begegnungsszene nimmt von Sickingen gegenüber von Hutten aber noch eine ablehnende und misstrauische Haltung ein. Er steht leicht zurückgeneigt da und hält mit beiden Händen sein Schwert, das er sogar leicht aus der Scheide gezogen hat.
Auch von Hutten trägt ein Schwert, das aber unbeachtet am Gürtel unter seinem Mantel hängt. Er scheint von der Abwehrhaltung von Sickingens nichts zu bemerken und neigt sich ihm sogar entgegen. Mit seiner linken Hand berührt er die Schulter von Sickingens, in seiner rechten Hand hält er eine Schriftrolle in die Höhe. Das Schwert von Sickingens in der Scheide und die hochgereckte Schriftrolle von Huttens liegen auf einer Linie, die sich schräg durch die Szene ziehen lässt, und stehen somit wie die Männer in direkter Beziehung zueinander.

Entwurf des Hutten-Sickingen-Denkmal von 1886. Die Figur von Huttens (links) wurde in der späteren Ausführung des Denkmals dynamischer gestaltet.

Dramatik und Pathos der dargestellten Szene werden durch die Inschrift auf dem Sockel des Denkmals unterstrichen. Auf der Vorderseite ist „DEN VORKÄMPFERN / DEUTSCHER / EINHEIT UND GRÖSSE / ULRICH VON HUTTEN / FRANZ VON SICKINGEN“ zu lesen; auf der Rückseite ist „ERRICHTET / 1889“ eingraviert.
Das errichtete Doppelstandbild weicht vom ursprünglich Entwurf des Denkmals ab. Die Statue von Huttens wurde dynamischer gestaltet als zuvor geplant: seine Körperhaltung ist von Sickingen stärker zugewandt, die Schriftrolle in seiner rechten Hand höher in die Luft gereckt. Durch diese Veränderung vom Entwurf zur Ausführung wird die dramatische Wirkung dieser Begegnung der beiden Männer gesteigert.